# Ezio Auditore da Firenze
Ezio Auditore da Firenze (włoska wymowa: [ˈɛtt͡sjo audiˈtoːre da (f)fiˈrɛnt͡se]) – postać fikcyjna z serii gier komputerowych Assassin’s Creed. Włoski mistrz fikcyjnego bractwa asasynów, działający w okresie włoskiego renesansu. Pojawia się w grach Assassin’s Creed II, II: Discovery, Brotherhood i Revelations oraz w krótkometrażowych filmach Assassin’s Creed: Rodowód i Assassin’s Creed Embers. Wszystkie gry (wliczając II: Discovery) oraz filmy, w których się pojawiał, zostały ponownie wydane w ulepszonej wersji The Ezio Collection w 2016. Ezio pojawiał się także w innych mediach, łącznie z franczyzą. Aktor Roger Craig Smith podkładał mu głos (w angielskiej wersji językowej), a Devon Bostick użyczał mu wizerunku w Rodowodzie.
Ezio urodził się we Florencji w 1459 roku. Jego rodzina od dawna była lojalna bractwu asasynów, fikcyjnej organizacji wzorowanej na prawdziwym zakonie asasynów, który bronił pokoju i wolności, ale Ezio dowiedział się o tym dopiero jako nastolatek, po zamachu na jego rodzinę w wyniku spisku Pazzich. Trop prowadzi go do zakonowi templariuszy, na którego czele stoi ród Borgiów. Ezio spędza lata na walce z Rodrigo Borgią i Cesare Borgią oraz ich poplecznikami, a ostatecznie odbudowuje potęgę bractwa asasynów. Jego dalsze przygody prowadzą go do Hiszpanii i Imperium Osmańskiego, gdzie eliminuje kolejnych templariuszy. Po odejściu z bractwa wiedzie spokojne życie na wsi w Toskanii, aż do swojej śmierci na zawał serca w 1524 roku.
Postać zyskała uznanie krytyków i stała się jedną z najpopularniejszych postaci w historii gier komputerowych. Ezio odegrał znaczącą rolę w rozwoju w całej serii. Ze względu na pozytywny odbiór postaci oraz obecność w wielu różnych odsłonach serii gier jest zwykle uznawany za twarz franczyzy. Popularność Ezio przejawia się też w crossoverach spoza serii Assassin’s Creed, szczególnie w Soulcalibur V, Fortnite i Brawlhalli, gdzie pojawia się on jako postać gościnna.

## Projekt
Projektując postać, twórcom zależało na stworzeniu podobieństw między poprzednim bohaterem serii, Altaïrem Ibn-La’Ahadem a Ezio pod względem stylu i ogólnego wyglądu, a jednocześnie na odróżnieniu Ezio od poprzednika pod względem charakteru. Jego imię, oznacząjące orła, wybrano, aby utrzymać tradycję Altaïra, którego imię znaczy „latający”. Podczas gdy Altaïr był opisany jako walczący mnich, który urodził się, aby walczyć i żyć jak asasyn, historia Ezio została świadomie zaprojektowana tak, aby gracze stopniowo poznawali genezę postaci. W przeciwieństwie do Altaïra, Ezio nie urodził się w zakonie i odkrywa swoje dziedzictwo dopiero jako nastolatek, a jego głównym celem przez większą część gry jest zemsta na osobach, które zamordowały jego rodzinę. Mimo że była to jego główna motywacja na początku gry, jego osobisty rozwój pozwolił mu szukać prawdy w trakcie dalszej rozgrywki. Nie zaczyna jako mistrz asasynów, lecz musi doskonalić swoje rzemiosło przez cały czas, co czyni go bardziej wiarygodnym dla graczy. Ezio uczy się nowych ruchów i umiejętności poprzez kontakt z przyjaciółmi i sojusznikami, zamiast rozwijać się przez drzewko umiejętności, aby gracze mogli łatwiej wczuć się w postać. Ogólnie rzecz biorąc, Ezio został zaprojektowany jako człowiek renesansu, który miał być otwarty, szukać prawdy, ale także kochać zabawę. Dyrektor kreatywny Assassin’s Creed III, Alex Hutchinson, porównał Ezio do aktora Errola Flynna, znanego z roli kobieciarza i przechwałek.

## Fikcyjna biografia postaci

### Assassin’s Creed II
Ezio jest przodkiem (po stronie ojca) Desmonda Milesa, protagonistę współczesnych sekwencji wczesnych odsłon serii, który doświadcza życia Ezio poprzez Animusa, urządzenie odblokowujące ukryte wspomnienia w jego wnętrzu DNA. Jak pokazano na początku Assassin's Creed II, Ezio urodził się w szlacheckiej rodzinie Auditore we Włoskim mieście Florencja w 1459. Szkolony przez bankiera Giovanni Tornabuoni do osiągnięcia wieku 17 lat, Ezio prowadził zamożny, beztroski styl życia, dopóki jego ojciec Giovanni nie odkrył spisku mającego na celu zabicie przywódców Florencji. Giovanni oskarżył Francesco de' Pazzi o spiskowanie, ale kiedy przedstawił dowody gonfaloniere Florencji, Uberto Alberti, który okazuje się być spiskowcem i nakazuje aresztowania rodziny Auditore obwiniając ich o spisek. Ezio jest poza domem gdy jego ojciec i dwóch braci zostaje aresztowanych, a następnie publicznie powieszonych, co Ezio widział. Podążając ostateczną radą ojca, Ezio znajduje strój i sprzęt asasyna przed ucieczką z miasta z matką i siostrą do posiadłości wuja Mario w Monteriggioni. Mario pomaga bratankowi odszukać ludzi stojących za spiskiem i szkoli go, aby został asasynem.
Podczas zemsty na Pazzich, Ezio odkrywa, że więcej ludzi spoza Florencji jest zamieszanych w spisek mający na celu zabicie jego ojca i braci. Poszukiwania ludzi odpowiedzialnych za to zajmują bohaterowi ponad dekadę i wiodą go do San Gimignano, Forlì oraz w ostateczności do Wenecji. Podczas identyfikacji i likwidacji templariuszy Ezio pozyskuje wielu sojuszników, między innymi Niccolò Machiavellego, Caterinę Sforze oraz Leonarda da Vinci. Ci sojusznicy częściowo skierowali Ezio na ścieżkę odkupienia, pomagając mu przezwyciężyć pragnienie zemsty i prowadząc go w jego wyprawie. Ostatecznie Ezio konfrontuje się z przewodniczącym spisku, Rodrigo Borgią, który chciał zjednoczyć Włochy pod sztandarem templariuszy i zdobyć potężny artefakt znany jako Jabłko Edenu, które miało doprowadzić templariuszy do legendarnej „Krypty”. Ezio odzyskuje Jabłko od Rodrigo, któremu udaję się uciec i zostaje oficjalnie przyjęty do Bractwa Asasynów.
W 1499 roku włoscy asasyni odkryli, że skarbiec, którego szukał Rodrigo, znajduje się w Rzymie, co skłoniło Ezio do infiltracji Watykanu w celu zamordowania Wielkiego Mistrza Templariuszy, który został papieżem Aleksandrem VI i dzierży Laskę Edenu. Ezio walczy z Rodrigo za pomocą Jabłka i pomimo początkowego obezwładnienia, udaje mu się pokonać przeciwnika po wyzwaniu go na walkę na pięści. Deklarując koniec swojej osobistej zemsty, Ezio oszczędza jego życie i otwiera Kryptę po połączeniu Jabłka i Laski. Wewnątrz wita go hologram Minerwy, członkini wymarłej Pierwszej Cywilizacji, która stworzyła ludzkość i Fragmenty Edenu. Minerwa przekazuje wiadomość przeznaczoną dla Desmonda, ostrzegając go o katastrofalnym rozbłysku słonecznym, któremu tylko on może zapobiec.

### Assassin’s Creed Brotherhood
Na początku Assassin’s Creed: Brotherhood Monteriggioni jest oblężone przez armie Państwa Kościelnego dowodzone przez Cesare Borgię, syna Rodrigo i współprzywódcę Zakonu Templariuszy. Podczas oblężenia Jabłko Edenu zostaje utracone, Monteriggioni zostaje zniszczone, a wujek Mario zostaje zabity. Uciekając z miasta wraz z matką i siostrą, ranny Ezio wyrusza do Rzymu, aby raz na zawsze zniszczyć Borgię; jednak wkrótce potem upada. Kilka dni później Ezio budzi się w Rzymie i otrzymuje nowy zestaw wyposażenia od Niccolò Machiavellego, który również uratował go kilka dni wcześniej. Gdy jego rany się zagoją, Ezio i Machiavelli wcielają w życie swój plan – wyzwolenie Rzymu i trwałe odsunięcie Borgiów od władzy, a także odzyskanie Jabłka.
Powoli przez następne trzy i pół roku Ezio i jego sojusznicy odnoszą serię zwycięstw nad Borgiami, odzyskując i odnawiając miasto, niszcząc sojuszników i zasoby Borgiów. Ezio przywraca zakon Asasynów i z czasem zastępuje Machiavellego jako Mentor, przywódca Bractwa. Do 1503 roku Ezio zamordował bankiera zakonu Templariuszy, Juana Borgię, i ich francuskiego sojusznika, Barona de Valois, a także obezwładnił Lukrecję Borgię, pozostawiając bazę templariuszy w chaosie. Cesare w przypływie wściekłości zabija ojca i zaczyna tracić kontrolę nad miastem. Po odzyskaniu Jabłka Ezio używa swojej mocy, aby zniszczyć resztki armii Cesare. Pod koniec roku kontrola Borgiów nad miastem zostaje całkowicie złamana, a Cesare zostaje aresztowany przez nowego papieża Juliusza II. Po tym, jak Cesare udaje się uciec, Ezio używa Jabłka, aby go wyśledzić, po czym ukrywa artefakt w tajnym skarbcu pod Koloseum. W 1507 roku Ezio udaje się do Hiszpanii i dogania Cesare podczas oblężenia zamku Viana. Ostatecznie pokonując Cesare, Ezio zrzuca go z murów zamku na śmierć.

### Assassin’s Creed: Revelations
Po wydarzeniach z poprzedniej części Ezio odkrywa list zostawiony przez ojca, w którym mówi o ukrytej bibliotece zawierającej ogrom wiedzy, znajdującej się pod zamkiem w Masjafie, pozostawionej przez legendarnego Asasyna Altaïra Ibn-La’Ahada, jest to jednocześnie wprowadzenie do tej części gry. Bohater przybywa do Masjafu na początku 1511 roku i wypada w zasadzkę przygotowaną przez templariuszy okupujących twierdzę, którzy również szukają biblioteki Altaïra. Po ucieczce z zasadzki i zabiciu kapitana templariuszy Ezio odzyskuje dziennik Niccolò Polo, który mówi o 5 pieczęciach ukrytych w Konstantynopolu, dzięki którym można otworzyć drzwi do biblioteki. Po przybyciu do Konstantynopola Ezio zaczyna poszukiwania pieczęci, jednocześnie pomagając lokalnej Gildii Asasynów, dowodzonej przez Yusufa Tazima w obaleniu władzy bizantyjskich templariuszy. Z czasem udaje mu się zmniejszyć wpływy templariuszy i podporządkować miasto rodzinie Księcia Sulejmana. Ezio odzyskuje cztery z pięciu pieczęci przy pomocy kolekcjonerki książek Sofii Sartor, w stosunku do której rozwiną się jego uczucia romantyczne. Następnie podróżuje do podziemnego miasta w Kapadocji, bazy operacyjnej templariuszy i zabija ich przywódcę – Manuela Paleologa, od którego odzyskuje ostatnią pieczęć. Jednak bohater konfrontuje się z wujem Sulejmana – księciem Ahmedem, który przedstawia się jako prawdziwy Wielki Mistrz Templariuszy i grozi skrzywdzeniem Sofii, jeśli Ezio nie odda mu pieczęci. Po powrocie do Konstantynopola bohater odkrywa, że Ahmed zabił Yusufa i porwał Sofię, następnie zbiera osmańskich asasynów, aby walczyć z Ahmedem. Bohater oddaję pieczęcie, aby uratować Sofię, po czym ściga Ahmeda i odzyskuje je. Powracający Sułtan Selim I zabija brata oraz dziękuję protagoniście za ocalenie jego syna i kraju, ale jednocześnie rozkazuje mu opuszczenie Imperium Osmańskiego. Ezio podróżuje razem z Sofią do Masjafu i otwiera bibliotekę, gdzie znajduje szczątki Altaïra oraz dowiaduje się, że celem biblioteki było przekazanie wiadomości wspólnemu potomkowi Ezio i Altaïra, Desmondowi Milesowi, za pośrednictwem innego Jabłka Edenu. Starzejący się bohater stwierdza, że widział zbyt wiele przemocy i zagadek jak na jedno życie i zostawia jabłko w miejscu znalezienia. Odchodzi także z asasynów, pokładając wiarę w Desmondzie, że odniesie sukces tam, gdzie Ezio i Altaïr nie mogli.

### Assassin’s Creed: Embers
W krótkometrażowej animacji Assassin's Creed: Embers są udokumentowane ostatnie lata życia Ezio. Po odejściu z asasynów osiadł w Toskanii niedaleko willi w Monteriggioni z Sofią, z którą ma dwójkę dzieci: Flawię i Marcello. W 1524 roku w drzwiach pojawia się tajemnicza Chinka, prosząc bohatera o pomoc. Kobieta, Saho Jun, jest członkiem poległego Chińskiego Bractwa Asasynów i szuka u Ezio rady jak odbudować jej odłam zakonu. Po odparciu przez protagonistów żołnierzy wysłanych przez cesarza Jiajinga z dynastii Ming, Ezio wysyła Saho Jun w drogę powrotną do Chin. Wkrótce potem podczas spaceru na rynek z Sofią oraz Flawią bohater ma atak serca i umiera w wieku 65 lat.

## Inne wystąpienia

### SeriaAssasin’s Creed
Ezio pojawia się jako postać drugoplanowa w miniserialu pt. Assassin’s Creed: Rodowód, który stanowi prequel do Assassin’s Creed II i skupia się na jego ojcu, Giovannim Auditore; w jego rolę wcielił się Devon Bostick. Bohater pojawia się również w Assassin's Creed: Ascendance, animowanym filmie krótkometrażowym rozgrywającym się podczas wydarzeń z Brotherhood, w którym spotyka się z zamaskowanym Leonardo da Vinci w Rzymie, aby zebrać informacje o Cesare Borgii.
Ezio pojawia się także w czasach współczesnych w grze Assassin’s Creed IV: Black Flag, w której można znaleźć analizę rynku dla Abstergo Entertainment, fikcyjnej spółki podlegającej pod Abstergo Industries, poprzez hakowanie komputerów. Analiza rynku ujawnia, że Abstergo rozważało możliwość wykorzystania Ezio jako bohatera przyszłego projektu, ale ostatecznie nie zdecydowano się na to ze względu na jego brutalną i kobiecą naturę oraz namawianie ludzi do podążania za kłamliwą ideologią asasynów. Pomimo tego, w Assassin’s Creed: Unity, Abstergo stworzyło fikcyjną grę wideo z udziałem Ezio, zatytułowaną Fear and Loathing in Florence, którą można zobaczyć na ekranie startowym.
W spin-offie Assassin’s Creed Chronicles: China, która przedstawia historię Shao Jun po wydarzeniach z Embers, Jun stosuje nauki Ezio w swoich działaniach do przywrócenia chińskich asasynów i uważa go za swojego mentora. W 2018 roku stał się grywalną postacią w darmowej fabularnej grze mobilnej Assassin’s Creed Rebellion. Podobnie jak Assassin’s Creed II: Discovery, akcja gry rozgrywa się w czasach hiszpańskiej inkwizycji i obejmuje wiele postaci z różnych odsłon serii, które budują bractwo w celu obalenia hiszpańskiego zakonu templariuszy. Ezio występuje również jako jedna z trzech grywalnych postaci w grze wirtualnej rzeczywistości z 2023 roku, Assassin's Creed Nexus VR. Jego historia rozgrywa się w 1509 roku, pomiędzy wydarzeniami z Brotherhood i Revelations, i pokazuje Ezio, który podróżuje do Wenecji, aby odzyskać niektóre z artefaktów swojej rodziny, które zostały skradzione z Monteriggioni.
Strój Ezio z Brotherhood był dostępny jako efekt kosmetyczny do odblokowania w większości kolejnych odsłon serii. W 2020 roku został dodany do Assassin’s Creed Odyssey po tym, jak początkowo został wykluczony w momencie premiery. Jego strój z Assassin’s Creed II pojawił się również w kilku grach, w tym w Assassin’s Creed Valhalla, dodanej w ramach ostatniej aktualizacji zawartości do gry w grudniu 2022 roku.
Oprócz gier wideo, Ezio pojawił się również w wielu innych częściach franczyzy Assassin’s Creed. W literaturze pojawia się jako bohater powieści Assassin's Creed: Renesans, Assassin's Creed: Bractwo i Assassin's Creed: Objawienia autorstwa Olivera Bowdena, które adaptują każdą z głównych gier z jego udziałem. W 2017 roku Ezio pojawił się w pierwszym numerze miniserii komiksowej Assassin’s Creed: Reflections, w którym pociesza umierającego Leonarda da Vinci w 1519 roku, opowiadając o swoim spotkaniu z Lisą del Giocondo, szlachcianką, która posłużyła jako inspiracja dla Mona Lisy Leonarda. W 2021 roku Ezio został włączony jako grywalna postać do gry planszowej Assassin’s Creed: Brotherhood of Venice autorstwa Triton Noir. Gra zawiera oryginalną fabułę osadzoną pomiędzy wydarzeniami z Brotherhood i Revelations.

### Pozostałe
Ze względu na swoją popularność, Ezio wielokrotnie pojawiał się poza franczyzą Assassin’s Creed. Wszystkie trzy z jego najważniejszych strojów z całej serii były również dostępne jako efekty kosmetyczne do odblokowania w kilku grach. W 2012 roku Ezio pojawił się jako postać drugoplanowa w bijatyce Soulcalibur V. Pojawił się również w darmowych grach fabularnych na urządzenia mobilne Soul Hunters i AFK Arena z 2014 i 2020 roku, dzięki współpracy między deweloperem Lilith Games i Ubisoft. Ezio pojawił się później jako boss w innym tytule Ubisoftu, For Honor. W grze gracze byli zachęcani do pojedynkowania się i zabijania bohatera w ograniczonym czasowo wydarzeniu specjalnym, aktywnym od grudnia 2018 do stycznia 2019. Później, 25 kwietnia 2024 r., Ezio został dodany do For Honor jako „skórka bohatera” dla bohatera Strażnika Pokoju, z pierwszą w historii gry zamianą płci dla bohatera zablokowanego ze względu na płeć, wraz z nowymi podkładami głosowymi i przerobionymi animacjami. W marcu 2022 roku Ezio został dodany jako grywalna postać w Fortnite Battle Royale. Postać można było odblokować w sklepie w grze lub kupując Assassin’s Creed Valhalla lub jego DLC ŚwitoRagnaroku re przed marcem 2023 roku. W lipcu 2022 roku Ezio został dodany jako grywalna postać do bijatyki Brawlhalla.
Szaty Ezio z gry Assassin’s Creed II można odblokować w grach Prince of Persia: Zapomniane Piaski na PlayStation 3 i Xbox 360, LittleBigPlanet na PlayStation 3 oraz PowerUp Heroes na Xbox 360. Jego strój z Revelations, pod nazwą „Nienaganny nizaryta”, był prezentowany jako promocyjne nakrycie głowy graczom Team Fortress 2, którzy zamówili Revelations w przedsprzedaży, wraz ze specjalnym nożem wzorowanym na jego ukrytym ostrzu (zwanym „The Sharp Dresser”) dla klasy Szpiega w grze. Szaty są również dostępne jako skórka do odblokowania w Final Fantasy XIII-2 i XV, w ramach specjalnych wydarzeń. W ograniczonym czasowo wydarzeniu specjalnym w Monster Hunter World gracze mogli odblokować szaty Ezio z Assassin’s Creed II jako specjalną zbroję. Jego strój został również dodany do Fall Guys w czerwcu 2022 roku, podczas gdy jego strój z Brotherhood jest dostępny w mobilnej grze battle royale Free Fire.

## Odbiór i dziedzictwo
Postać została doceniona zarówno przez media, jak i opinię publiczną, a jego przedstawienie i transformacja, a także jego cały życiorys przyciągnęły znaczące pochwały. Jest to jedyna postać w serii, która otrzymała kilka głównych odsłon. Ezio jest powszechnie uważany za najlepszą postać serii i twarz serii, często zajmując pierwsze miejsce w rankingach postaci z serii. Z wyjątkiem Assassin’s Creed II: Discovery (wydane na Nintendo DS), wszystkie gry i filmy, w których się pojawia, zostały ponownie wydane w 2016 roku jako rozszerzony pakiet, The Ezio Collection na PlayStation 4 i Xbox One. Podobnie jak inni bohaterowie serii, Ezio był również przedmiotem sprzedaży. Podobizna Ezio, wraz z pięcioma innymi bohaterami serii, została wykorzystana w linii etykiet win o tematyce postaci w ramach wspólnej współpracy między Ubisoftem a producentem wina Lot18; pełna nazwa wina brzmi „2015 Ezio Auditore Super Tuscan Red Blend”, nawiązując do jego miejsca urodzenia we Florencji w Toskanii.
Początkowy odbiór Ezio jako postaci był pozytywny. Will Tutle z GameSpy również zwrócił uwagę na rozwój Ezio i kontrast w stosunku do Altaïra. Jako jego najsilniejsze cechy, stwierdzając, że chociaż na początku był on nielubianym kobieciarzem, to później miał nadzieję, że „zemści się i odkryje prawdę”. Z kolei Kevin VanOrd z GameSpot nazwał Ezio „wspaniałym” i „dającym się lubić”, chwaląc go jednocześnie jako postać bardziej zrealizowaną niż Altaïr. W swojej recenzji Revelations VanOrd pochwalił twórców za odzwierciedlenie wieku i zmęczenia bohatera w całej grze, a także podkreślenie jego roli jako mentora. Matt Miller z GameInformer stwierdził, że w Revelations Ezio wyrósł z chłopca szukającego zemsty na mężczyznę poszukującego mądrości, a także „czcigodnego mentora”, który stał się głównym aspektem jego postaci. John Davison z GamePro nazwał Ezio epicentrum gry i porównał go do Nathana Drake’a. Podobnie jak Drake, „czarujący, dowcipny i komicznie autoironiczny” Ezio został „zaprojektowany, aby wciągnąć gracza w fabułę”.
Autorki GameZone, Natalie Romano i Angelina Sandoval, umieściły go na trzecim miejscu w rankingu „Gaming God of 2009”, w którym ocenianie są najbardziej atrakcyjne postacie męskie z gier wideo.
Był również nominowany do nagrody Spike Video Game Awards 2010 w kategorii „Najlepsza postać”. Guinness World Records Gamer’s Edition z 2011 roku wymienia Ezio jako 35. najpopularniejszą postać z gier wideo. Pochwały za jego portret umieściły go również wysoko w wielu rankingach dekadowych i wszech czasów. Ezio został wybrany trzecią najlepszą postacią dekady 2000 przez czytelników Game Informer. W 2012 roku GamesRadar+ uznał go za ósmego „najbardziej pamiętnego, wpływowego i badassowego” bohatera w grach ze względu na jego całe życie. Umieścili go również na drugim miejscu na liście najbardziej badassowych postaci w grach mówiąc, że „Ezio stał się synonimem wizerunku zabójcy w grach wideo”.
Zwrócono również uwagę na atrakcyjność fizyczną i styl ubioru postaci. Podczas rozdania nagród Spike Video Game Awards w 2010 roku zdobył nagrodę dla „Najlepiej ubranego zabójcy”, a Paste uznał go za jedną z „najlepiej ubranych postaci w grach wideo”. GamesRadar nazwał Ezio „Mister 2009” w swoim artykule na temat najseksowniejszych nowych postaci dekady. Co więcej, PlayStation Official Magazine umieścił Ezio na piątym miejscu listy „najlepszych zarostów w grach”.